# Lucyna Malczewska
Lucyna Malczewska (ur. 25 sierpnia 1926 w Słonimie, zm. 23 marca 2011 w Szczecinie) – polska architektka, posłanka na Sejm PRL III kadencji.

## Życiorys
Córka Mikołaja i Leokadii. Uzyskała wykształcenie wyższe, z zawodu architektka. Pracowała kierownik grupy robót w Szczecińskim Przedsiębiorstwie Budownictwa Miejskiego nr 1. W 1961 uzyskała mandat posłanki na Sejm PRL w okręgu Szczecin. W trakcie kadencji zasiadała w Komisji Budownictwa i Gospodarki Komunalnej, pełniła także funkcję sekretarza Sejmu.
Została pochowana na cmentarzu Centralnym w Szczecinie.